# Víctor Rafael García
Rafael García, vollständiger Name Víctor Rafael García Muníz, (* 8. Dezember 1989 in Maldonado) ist ein uruguayischer Fußballspieler.

## Karriere
Der 1,83 Meter große Torhüter Rafael García bestritt in der Spielzeit 2008/09 fünf Erstligaspiele für den Club Atlético Atenas aus San Carlos. 2012 wechselte er zu Centro Atlético Fénix. Nachdem er 2012/13 bei den Montevideanern nicht zum Einsatz gekommen war, absolvierte er in der Spielzeit 2013/14 zwölf Spiele in der Primera División und belegte mit der Mannschaft am Saisonende den 7. Rang der Gesamttabelle. In der Saison 2014/15 wurde er zweimal in der Liga eingesetzt. Im September 2015 schloss er sich dem Erstligaabsteiger Rampla Juniors an. In der Spielzeit 2015/16 bestritt er dort 22 Zweitligaspiele. Ende Juni 2016 wechselte er zum Boyacá Chicó FC. Für die Kolumbianer absolvierte er zehn Ligapartien. Im Februar 2017 verpflichtete ihn der Zweitligist Club Atlético Rentistas.